# Blarney
Blarney (en gaèlic irlandès an Bhlarna que vol dir "el petit camp") és una vila al comtat de Cork, a la província de Munster. Es troba a la regió de Cork Metropolità, a 8 kilòmetres al nord-oest de Cork. És famós pel castell de Blarney, llar de la llegendària pedra de Blarney.

## Situació de l'irlandès
Gaelscoil Mhuscrai és l'escola primària en llengua irlandesa al poble. Atén prop de 120 estudiants i va ser construïda el 2002. Va ser reconeguda oficialment per l'Estat en 2003.